# Rue des Manneliers
La rue des Manneliers est une rue de Lille dans le Nord qui relie la rue Faidherbe à la place du Général-de-Gaulle, également appelée grand-place.

## Histoire
La rue vit le jour lors de la construction de la Vieille Bourse, en 1651. Son nom vient des fabricants de mannes et de panier en osier qui occupaient cette rue à cette époque.

## Monuments et lieux de mémoire

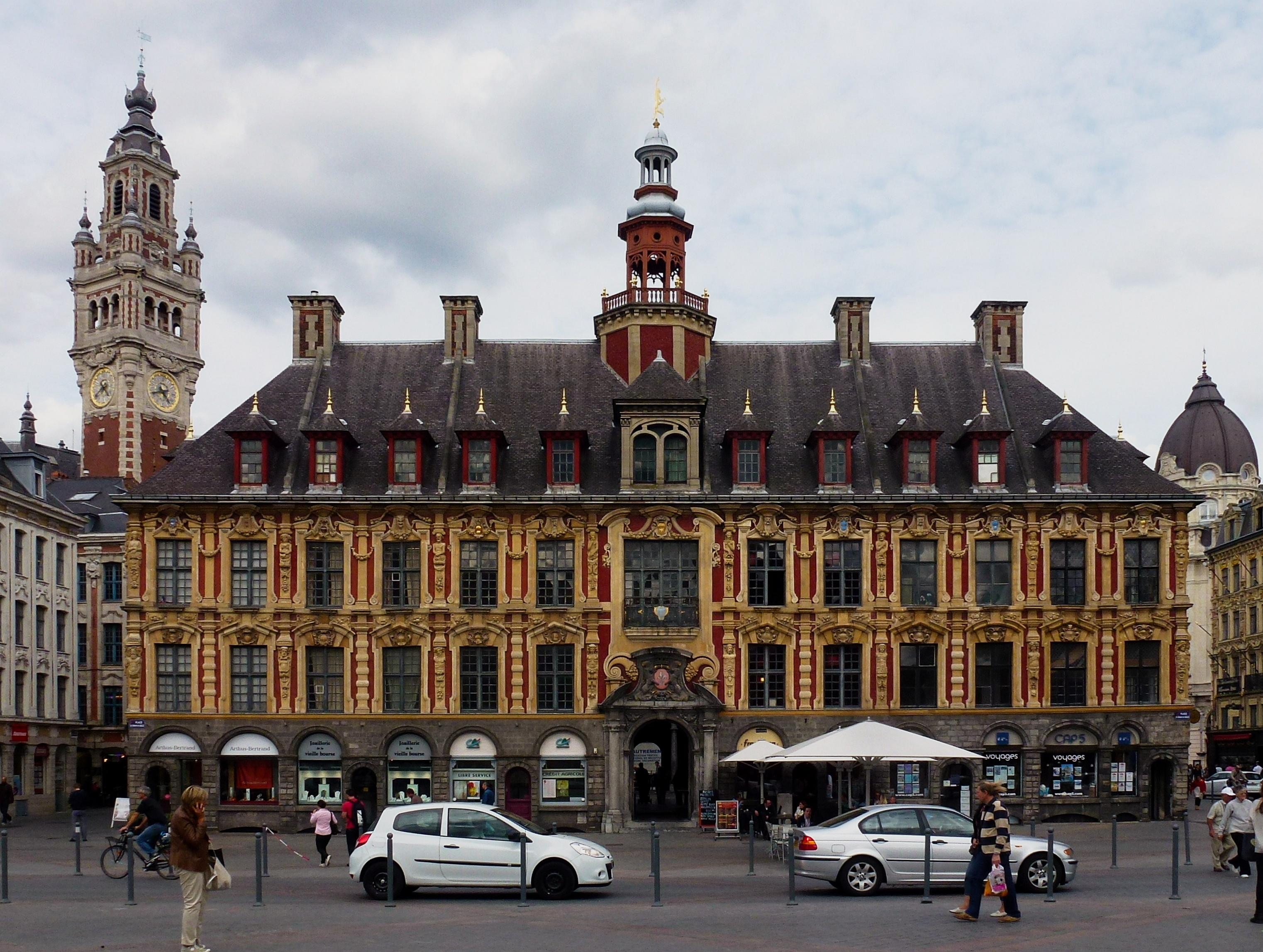
Lille, "Vieille Bourse" (PA00107639)

La rue comporte au 12, une maison inscrite aux monuments historiques de Lille et la Vieille Bourse, également inscrite, au trottoir en face.
- No10 : la façade comporte encore de nos jours l'inscription Léon Boutry (1848-1937), horloger, bijoutier et père de Léon Louis Boutry.
- No12 : Léon Boutry (1880-1915), géographe y est né.

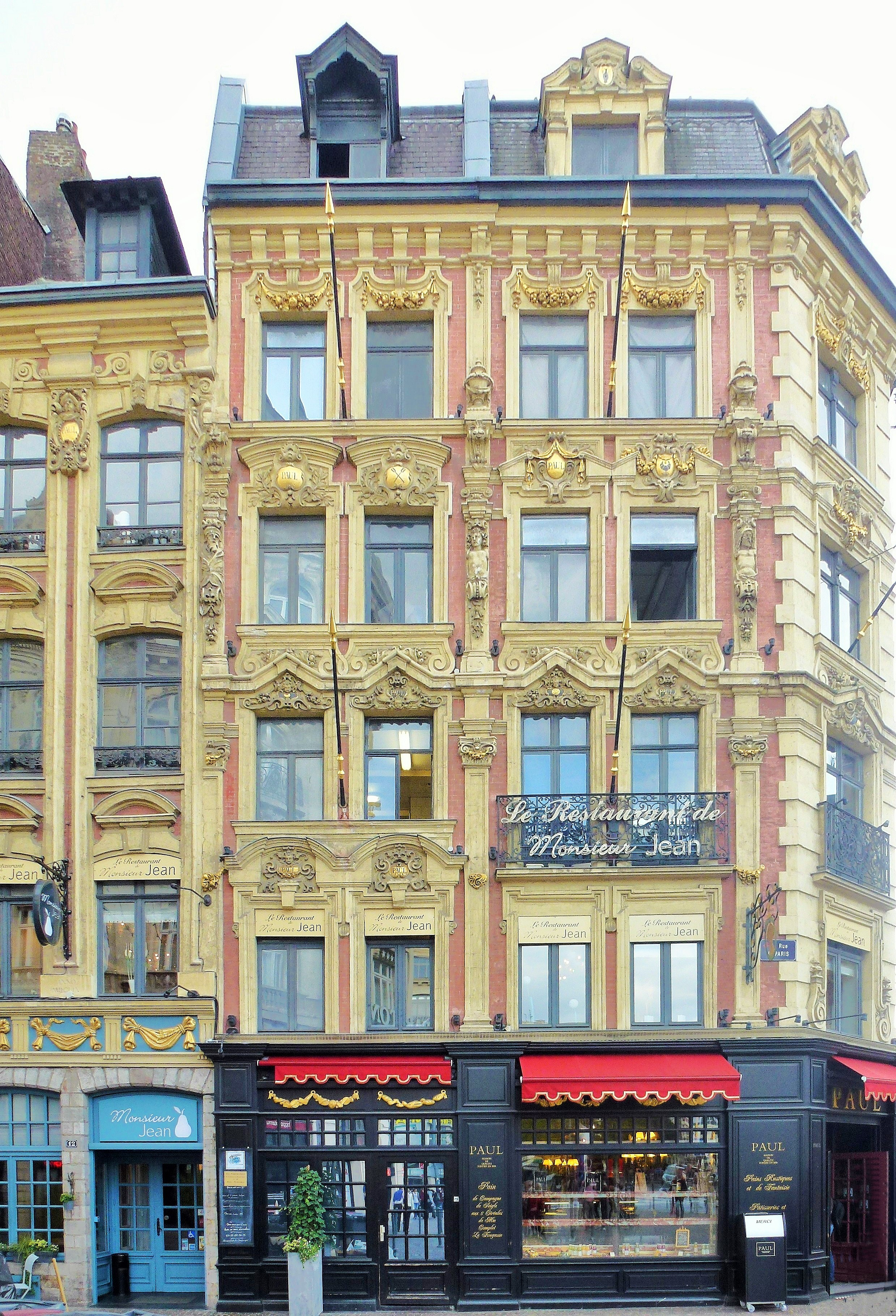
12, rue des Manneliers (façade sur la rue de paris)
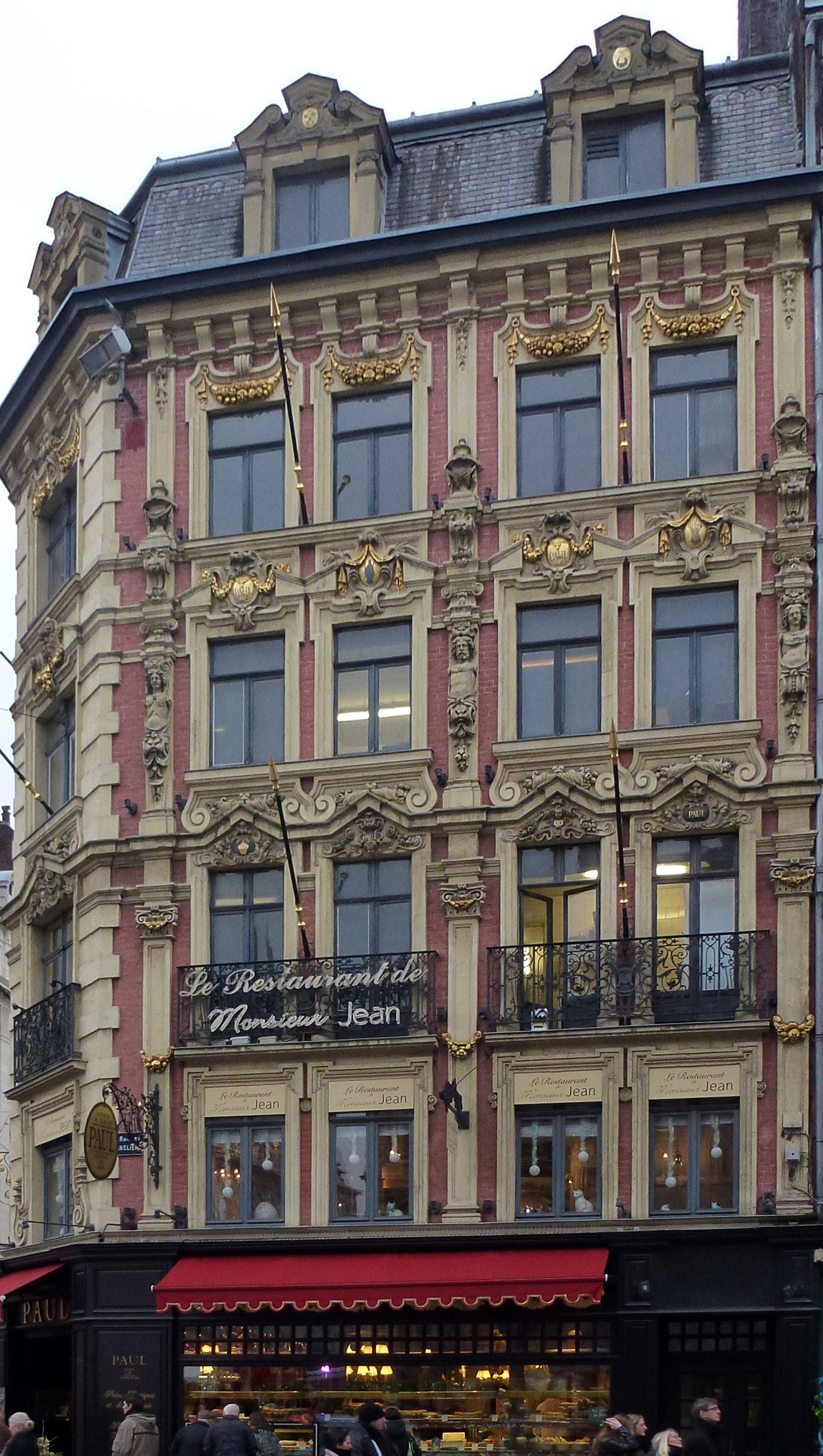
Lille, 12, rue des Manneliers
Lille, 10 rue des Manneliers